# Championnat d'Angleterre de football de deuxième division 2003-2004
Navigation
Édition précédente Édition suivante
La saison 2003-2004 de Football League First Division est la 101e édition de la deuxième division anglaise et la douzième sous l'appellation Football League First Division.
Les vingt-quatre clubs participants au championnat sont confrontés à deux reprises aux vingt-trois autres pour un total de 552 matchs. La saison régulière démarre en août 2003 et se termine en mai 2004, les barrages de promotion se jouant par la suite. À la fin de la saison, le premier et le deuxième sont promus en Premier League et les quatre suivants s'affrontent en barrages. Les trois derniers sont quant à eux relégués en Football League Second Division.
Norwich City remporte le championnat et est promu directement comme le vice-champion, West Bromwich Albion. Crystal Palace s'impose lors des barrages de promotion et est le troisième promu.

## Compétition

### Classement
Le classement est établi sur le barème de points classique (victoire à 3 points, match nul à 1, défaite à 0).
Pour départager les égalités, on tient d'abord compte du nombre de buts marqués, puis du nombre de buts encaissés.
| Rang | Équipe                 | Pts | J  | G  | N  | P  | Bp | Bc | Diff |
| ---- | ---------------------- | --- | -- | -- | -- | -- | -- | -- | ---- |
| 1    | Norwich City           | 94  | 46 | 28 | 10 | 8  | 79 | 39 | +40  |
| 2    | West Bromwich Albion R | 86  | 46 | 25 | 11 | 10 | 64 | 42 | +22  |
| 3    | Sunderland AFC R       | 79  | 46 | 22 | 13 | 11 | 62 | 45 | +17  |
| 4    | West Ham United R      | 74  | 46 | 19 | 17 | 10 | 67 | 45 | +22  |
| 5    | Ipswich Town           | 73  | 46 | 21 | 10 | 15 | 72 | 61 | +11  |
| 6    | Crystal Palace         | 73  | 46 | 21 | 10 | 15 | 72 | 61 | +11  |
| 7    | Wigan AthleticP        | 71  | 46 | 18 | 17 | 11 | 60 | 45 | +15  |
| 8    | Sheffield United       | 71  | 46 | 20 | 11 | 15 | 65 | 56 | +9   |
| 9    | Reading FC             | 70  | 46 | 20 | 10 | 16 | 55 | 57 | -2   |
| 10   | Millwall FC            | 69  | 46 | 18 | 15 | 13 | 55 | 48 | +7   |
| 11   | Stoke City             | 66  | 46 | 18 | 12 | 16 | 58 | 55 | +3   |
| 12   | Coventry City          | 65  | 46 | 17 | 14 | 15 | 67 | 54 | +13  |
| 13   | Cardiff City P         | 65  | 46 | 17 | 14 | 15 | 68 | 58 | +10  |
| 14   | Nottingham Forest      | 60  | 46 | 15 | 15 | 16 | 61 | 58 | +3   |
| 15   | Preston North End      | 59  | 46 | 15 | 14 | 17 | 69 | 71 | -2   |
| 16   | Watford FC             | 57  | 46 | 15 | 12 | 19 | 54 | 68 | -14  |
| 17   | Rotherham United       | 54  | 46 | 13 | 15 | 18 | 53 | 61 | -8   |
| 18   | Crewe Alexandra P      | 53  | 46 | 14 | 11 | 21 | 57 | 66 | -9   |
| 19   | Burnley FC             | 53  | 46 | 13 | 14 | 19 | 60 | 77 | -17  |
| 20   | Derby County           | 52  | 46 | 13 | 13 | 20 | 53 | 67 | -14  |
| 21   | Gillingham FC          | 51  | 46 | 14 | 9  | 23 | 48 | 67 | -19  |
| 22   | Walsall FC             | 51  | 46 | 13 | 12 | 21 | 45 | 65 | -20  |
| 23   | Bradford City          | 36  | 46 | 10 | 6  | 30 | 38 | 69 | -31  |
| 24   | Wimbledon FC           | 29  | 46 | 8  | 5  | 33 | 41 | 89 | -48  |

Promotions
- 1er et 2e : promotion en Premier League
- 3e à 6e : barrages de promotion

Relégations
- 22e à 24e : relégation en League One

Abréviations
- R : Relégués de Premier League
- P : Promus de Football League Second Division

- Millwall FC en tant que finaliste de la Coupe d'Angleterre de football 2003-2004 se qualifie pour la Coupe UEFA 2004-2005.

### Barrages de promotion
|  | Demi-finales | Demi-finales    | Demi-finales    | Demi-finales    |                |                | Finale | Finale | Finale | Finale |
|  |              |                 |                 |                 |                |                |        |        |        |        |
|  |              |                 |                 |                 |                |                |        |        |        |        |
|  | 6            | Crystal Palace  | 3               | 1(5)            |                |                |        |        |        |        |
|  | 6            | Crystal Palace  | 3               | 1(5)            |                |                |        |        |        |        |
|  | 3            | Sunderland AFC  | 2               | 2(4)            |                |                |        |        |        |        |
|  | 3            | Sunderland AFC  | 2               | 2(4)            | Crystal Palace | Crystal Palace | 1      | 1      |        |        |
|  |              |                 |                 |                 | Crystal Palace | Crystal Palace | 1      | 1      |        |        |
|  |              |                 | West Ham United | West Ham United | 0              | 0              |        |        |        |        |
|  | 5            | West Ham United | West Ham United | West Ham United | 0              | 0              | 0      | 2      |        |        |
|  | 5            | West Ham United |                 |                 |                |                |        | 2      |        |        |
|  | 4            | Ipswich Town    | 1               | 0               |                |                |        |        |        |        |
|  | 4            | Ipswich Town    | 1               | 0               |                |                |        |        |        |        |

Crystal Palace remporte la finale, 1 à 0, au Millennium Stadium et est promu en Premier League.